# Deedee Dalle
Deedee Dalle is een Belgische actrice.
Haar bekendste rol is die van Annie De Cleyn in Wittekerke; haar personage had een relatie met Jos Verlackt (gespeeld door Daan Hugaert).
In Witse speelde ze mevrouw Van Deun, echtgenote van Romain Van Deun (gespeeld door Daan Hugaert).
Dalle is in het echte leven de moeder van actrice Anneke De Keersmaeker, die eveneens in Wittekerke acteerde. Zij speelde de rol van Veerle Geevaert.